# Стефан Кондаков
Стефан Илиев Кондаков е български революционер, деец на Вътрешната македоно-одринска революционна организация.

## Биография
Стефан Кондаков е роден на 28 декември 1878 година в Битоля, тогава в Османската империя. По професия е учител, а по-късно се присъединява към ВМОРО и става четник при Даме Груев. През Илинденско-Преображенското въстание влиза с чета в Македония от България и действа в Битолско. Турските власти го арестуват и осъждат на смърт, но е помилван и заточен в Диарбекир. Получава амнистия след Младотурската революция, а през Балканската война е доброволец във 2 рота на 10 прилепска дружина на Македоно-одринското опълчение. Умира на 5 март 1937 година в Хасково.